# تپه عین‌آباد
تپه عین آباد مربوط به مس وسنگ - مفرغ است و در شهرستان کبودرآهنگ، بخش مرکزی، دهستان سبزدشت، ۳۰۰ متری جنوب روستای عین آباد واقع شده و این اثر در تاریخ ۷ اسفند ۱۳۸۶ با شمارهٔ ثبت ۲۱۶۰۸ به‌عنوان یکی از آثار ملی ایران به ثبت رسیده‌است.